# Alimemazin
Alimemazin (INN, trimeprazin, Nedeltran, Panektil, Repeltin, Terafen, Teraligen, Teralen, Teralen, Valergan, Vanektil, Temaril) je fenotiazinski derivat koji se koristi kao antipruritik. On sprečava svrab uzrokovan ekzemom ili otrovnim bršljanom, tako što deluje kao antihistamin). On isto tako deluje kao sedativ, hipnotik i antiemetik za prevenciju bolesti kretanja. Mada je strukturno srodan sa lekovima poput hlorpromazina, on se ne koristi kao antipsihotički tretman. On je obično dostupan u obliku tartaratne soli.
U veterinarskoj upotrebi je kombinacija alimemazina i prednisolona koja je licencirana kao antipruritik i antitusiv za pse.

## Spoljašnje veze
|  | Molimo Vas, obratite pažnju na važno upozorenje u vezi sa temama iz oblasti medicine (zdravlja). |